# Солдатенков, Андрей Николаевич
Андрей Николаевич Солдатенков (род. 29 июня 1954, Чита) — русский советский лётчик-испытатель первого класса.
Выпускник Качинского ВВАУЛ 1975, после окончания учёбы работал в училище инструктором. В 1987 окончил Школу лётчиков-испытателей МАП.
Штатный испытатель ОКБ имени Туполева, заместитель начальника летно-испытательной базы. Первым поднял в небо пассажирский самолёт Ту-334. За испытательную деятельность удостоен звания Герой Российской Федерации (Указ № 766 от 28.04.2000).Приказом Президента Российской Федерации №643 от 30 апреля 2008 года присвоено звание Заслуженный Летчик-испытатель РФ.В 1993 году награждён орденом «За личное мужество».